# José Roberto Ospina Leongómez

Bischofswappen von José Roberto Ospina Leongómez

José Roberto Ospina Leongómez (* 20. März 1947 in San Miguel de Sema) ist ein kolumbianischer Geistlicher und emeritierter römisch-katholischer Bischof von Buga. 

## Leben
Der Erzbischof von Bogotá und Militärvikar von Kolumbien, Aníbal Muñoz Duque, spendete ihm am 29. November 1972 die Priesterweihe.
Papst Johannes Paul II. ernannte ihn am 19. April 2004 zum Titularbischof von Gypsaria und Weihbischof in Bogotá. Die Bischofsweihe spendete ihm der Erzbischof von Bogotá, Pedro Kardinal Rubiano Sáenz, am 29. Mai desselben Jahres; Mitkonsekratoren waren Erzbischof Beniamino Stella, Apostolischer Nuntius in Kolumbien, und Héctor Luis Gutiérrez Pabón, Bischof von Engativá.
Am 10. Mai 2012 ernannte ihn Papst Benedikt XVI. zum Bischof von Buga. Die Amtseinführung fand am 30. Juni desselben Jahres statt. Vom 31. Oktober 2020 bis 9. Dezember 2021 war José Roberto Ospina Leongómez zudem Apostolischer Administrator des vakanten Bistums Cartago.
Papst Franziskus nahm am 7. Dezember 2024 seinen altersbedingten Rücktritt an.
Am 30. Mai 2025 ernannte ihn Papst Leo XIV. zum Apostolischen Administrator sede plena des Kolumbianischen Militärordinariats. Nachdem Militärbischof Víctor Manuel Ochoa Cadavid schon zwei Tage später starb, verwaltet José Roberto Ospina Leongómez das Militärordinariat seither als Apostolischer Administrator sede vacante.